# Каерла
Ка́ерла (фин. Kaerla) — один из районов города Турку, входящий в округ Руносмяки-Раунистула.

## Географическое положение
Район расположен к северу от центральной части Турку, гранича с районом Руносмяки.

## Население
В 2004 году численность население района составляла 2182 человека, из которых дети моложе 15 лет — 16,50 %, а старше 65 лет — 17,74 %. Финским языком в качестве родного владели 94,96 %, шведским — 2,11 %, а другими языками — 2,93 % населения района.